# Retaule Ceràmic de Sant Josep (Suera)
El retaule ceràmic de Sant Josep situat al carrer Cantadores, 7, en la façana principal, a nivell del primer pis, a mà esquerra de la balconada, en la localitat de Suera, a la comarca de la Plana Baixa; és un retaule ceràmic catalogat, en la categoria d'Espai Etnològic d'Interès Local, com Bé de Rellevància Local, segons la Disposició Addicional Cinquena de la Llei 5/2007, de 9 de febrer, de la Generalitat, de modificació de la Llei 4/1998, d'11 de juny, del Patrimoni Cultural Valencià (DOCV Núm. 5.449 / 13/02/2007), amb codi: 3.
El retaule és obra de Inocenci V. Pérez Guillén, i data de finals del Segle XIX. El retaule està pintat amb pintura ceràmica policromada vidriada, i ho formen 12 peces ceràmiques regulars de 20x20 centímetres, donant lloc a un retaule de 60 x80 centímetres, que se situa en una fornícula rectangular sense decoració.
El retaule presenta al sant sobre un núvol, amb dos angelets als costats, que fa de peanya. Apareix mig agenollat, amb el nen Jesús al braç; emmarcat en una orla amb bocel i filet en color groc i taronja.
Presenta una inscripció que diu: "EL PATRIARCA S. JOSE".